# Danh sách 10 phim hay nhất thuộc 10 thể loại của Viện phim Mỹ
Danh sách 10 phim hay nhất thuộc 10 thể loại của Viện phim Mỹ (tiếng Anh: AFI's 10 Top 10) là 10 danh sách 10 phim hay nhất theo bầu chọn của Viện phim Mỹ thuộc 10 thể loại kinh điển của điện ảnh Hoa Kỳ. Danh sách này được công bố trên kênh truyền hình CBS ngày 17 tháng 6 năm 2008.

## Danh sách cụ thể
| Phim hoạt hình           |                                                                                                  |                                        |      |                    |
| TT                       | Phim                                                                                             | Đạo diễn                               | Năm  | Thứ hạng AFI's 100 |
| 1                        | Nàng Bạch Tuyết và bảy chú lùn (Snow White and the Seven Dwarfs)                                 | Wilfred Jackson Walt Disney (sản xuất) | 1937 | 34                 |
| 2                        | Pinocchio                                                                                        | Walt Disney (sản xuất)                 | 1940 | -                  |
| 3                        | Bambi                                                                                            | David D. Hand Walt Disney (sản xuất)   | 1942 | -                  |
| 4                        | Vua sư tử (The Lion King)                                                                        | Roger Allers Rob Minkoff               | 1994 | -                  |
| 5                        | Fantasia                                                                                         | Walt Disney (sản xuất)                 | 1940 | -                  |
| 6                        | Câu chuyện đồ chơi (Toy Story)                                                                   | John Lasseter                          | 1995 | 99                 |
| 7                        | Người đẹp và quái vật (Beauty and the Beast)                                                     | Gary Trousdale Kirk Wise               | 1991 | -                  |
| 8                        | Shrek                                                                                            | Andrew Adamson Vicky Jenson            | 2001 | -                  |
| 9                        | Cô bé Lọ Lem (Cinderella)                                                                        | Walt Disney (sản xuất)                 | 1950 | -                  |
| 10                       | Truy tìm Nemo (Finding Nemo)                                                                     | Andrew Stanton Lee Unkrich             | 2003 | -                  |
| Phim tình cảm hài        |                                                                                                  |                                        |      |                    |
| TT                       | Phim                                                                                             | Đạo diễn                               | Năm  | Thứ hạng AFI's 100 |
| 1                        | City Lights                                                                                      | Charlie Chaplin                        | 1931 | 11                 |
| 2                        | Annie Hall                                                                                       | Woody Allen                            | 1977 | 35                 |
| 3                        | It Happened One Night                                                                            | Frank Capra                            | 1934 | 46                 |
| 4                        | Roman Holiday                                                                                    | William Wyler                          | 1953 | -                  |
| 5                        | The Philadelphia Story                                                                           | George Cukor                           | 1940 | 44                 |
| 6                        | When Harry Met Sally...                                                                          | Rob Reiner                             | 1989 | -                  |
| 7                        | Adam's Rib                                                                                       | George Cukor                           | 1949 | -                  |
| 8                        | Moonstruck                                                                                       | Norman Jewison                         | 1987 | -                  |
| 9                        | Harold and Maude                                                                                 | Hal Ashby                              | 1971 | -                  |
| 10                       | Sleepless in Seattle                                                                             | Nora Ephron                            | 1993 | -                  |
| Phim miền Tây            |                                                                                                  |                                        |      |                    |
| TT                       | Phim                                                                                             | Đạo diễn                               | Năm  | Thứ hạng AFI's 100 |
| 1                        | The Searchers                                                                                    | John Ford                              | 1956 | 12                 |
| 2                        | High Noon                                                                                        | Fred Zinnemann                         | 1952 | 27                 |
| 3                        | Shane                                                                                            | George Stevens                         | 1953 | 45                 |
| 4                        | Unforgiven                                                                                       | Clint Eastwood                         | 1992 | 68                 |
| 5                        | Red River                                                                                        | Howard Hawks Arthur Rosson             | 1948 | -                  |
| 6                        | The Wild Bunch                                                                                   | Sam Peckinpah                          | 1969 | 79                 |
| 7                        | Butch Cassidy and the Sundance Kid                                                               | George Roy Hill                        | 1969 | 73                 |
| 8                        | McCabe and Mrs. Miller                                                                           | Robert Altman                          | 1971 | -                  |
| 9                        | Stagecoach                                                                                       | John Ford                              | 1939 | -                  |
| 10                       | Cat Ballou                                                                                       | Elliot Silverstein                     | 1965 | -                  |
| Phim thể thao            |                                                                                                  |                                        |      |                    |
| TT                       | Phim                                                                                             | Đạo diễn                               | Năm  | Thứ hạng AFI's 100 |
| 1                        | Raging Bull                                                                                      | Martin Scorsese                        | 1980 | 4                  |
| 2                        | Rocky                                                                                            | John G. Avildsen                       | 1976 | 57                 |
| 3                        | The Pride of the Yankees                                                                         | Sam Wood                               | 1942 | -                  |
| 4                        | Hoosiers                                                                                         | David Anspaugh                         | 1986 | -                  |
| 5                        | Bull Durham                                                                                      | Ron Shelton                            | 1988 | -                  |
| 6                        | The Hustler                                                                                      | Robert Rossen                          | 1961 | -                  |
| 7                        | Caddyshack                                                                                       | Harold Ramis                           | 1980 | -                  |
| 8                        | Breaking Away                                                                                    | Peter Yates                            | 1979 | -                  |
| 9                        | National Velvet                                                                                  | Clarence Brown                         | 1944 | -                  |
| 10                       | Jerry Maguire                                                                                    | Cameron Crowe                          | 1996 | -                  |
| Phim trinh thám          |                                                                                                  |                                        |      |                    |
| TT                       | Phim                                                                                             | Đạo diễn                               | Năm  | Thứ hạng AFI's 100 |
| 1                        | Vertigo                                                                                          | Alfred Hitchcock                       | 1958 | 9                  |
| 2                        | Chinatown                                                                                        | Roman Polanski                         | 1974 | 21                 |
| 3                        | Rear Window                                                                                      | Alfred Hitchcock                       | 1954 | 48                 |
| 4                        | Laura                                                                                            | Otto Preminger                         | 1944 | -                  |
| 5                        | The Third Man                                                                                    | Carol Reed                             | 1949 | -                  |
| 6                        | The Maltese Falcon                                                                               | John Huston                            | 1941 | 31                 |
| 7                        | North by Northwest                                                                               | Alfred Hitchcock                       | 1959 | 55                 |
| 8                        | Blue Velvet                                                                                      | David Lynch                            | 1986 | -                  |
| 9                        | Dial M for Murder                                                                                | Alfred Hitchcock                       | 1954 | -                  |
| 10                       | The Usual Suspects                                                                               | Bryan Singer                           | 1995 | -                  |
| Phim thần thoại          |                                                                                                  |                                        |      |                    |
| TT                       | Phim                                                                                             | Đạo diễn                               | Năm  | Thứ hạng AFI's 100 |
| 1                        | The Wizard of Oz                                                                                 | Victor Fleming                         | 1939 | 10                 |
| 2                        | Chúa tể những chiếc nhẫn: Hiệp hội nhẫn thần (The Lord of the Rings: The Fellowship of the Ring) | Peter Jackson                          | 2001 | 50                 |
| 3                        | It's a Wonderful Life                                                                            | Frank Capra                            | 1946 | 20                 |
| 4                        | King Kong                                                                                        | Merian C. Cooper Ernest B. Schoedsack  | 1933 | 41                 |
| 5                        | Miracle on 34th Street                                                                           | George Seaton                          | 1947 | -                  |
| 6                        | Field of Dreams                                                                                  | Phil Alden Robinson                    | 1989 | -                  |
| 7                        | Harvey                                                                                           | Henry Koster                           | 1950 | -                  |
| 8                        | Groundhog Day                                                                                    | Harold Ramis                           | 1993 | -                  |
| 9                        | Kẻ trộm thành Bagdad (The Thief of Bagdad)                                                       | Raoul Walsh                            | 1924 | -                  |
| 10                       | Big                                                                                              | Penny Marshall                         | 1988 | -                  |
| Phim khoa học viễn tưởng |                                                                                                  |                                        |      |                    |
| TT                       | Phim                                                                                             | Đạo diễn                               | Năm  | Thứ hạng AFI's 100 |
| 1                        | 2001: A Space Odyssey                                                                            | Stanley Kubrick                        | 1968 | 15                 |
| 2                        | Chiến tranh giữa các vì sao 4: Niềm hi vọng mới                                                  | George Lucas                           | 1977 | 13                 |
| 3                        | E.T. Sinh vật ngoài hành tinh (E.T. the Extra-Terrestrial)                                       | Steven Spielberg                       | 1982 | 24                 |
| 4                        | A Clockwork Orange                                                                               | Stanley Kubrick                        | 1971 | 70                 |
| 5                        | The Day the Earth Stood Still                                                                    | Robert Wise                            | 1951 | -                  |
| 6                        | Blade Runner                                                                                     | Ridley Scott                           | 1982 | 97                 |
| 7                        | Alien                                                                                            | Ridley Scott                           | 1979 | -                  |
| 8                        | Kẻ hủy diệt 2: Ngày phán xét (Terminator 2: Judgment Day)                                        | James Cameron                          | 1991 | -                  |
| 9                        | Invasion of the Body Snatchers                                                                   | Don Siegel                             | 1956 | -                  |
| 10                       | Back to the Future                                                                               | Robert Zemeckis                        | 1985 | -                  |
| Phim hình sự             |                                                                                                  |                                        |      |                    |
| TT                       | Phim                                                                                             | Đạo diễn                               | Năm  | Thứ hạng AFI's 100 |
| 1                        | Bố già (The Godfather)                                                                           | Francis Ford Coppola                   | 1972 | 2                  |
| 2                        | Goodfellas                                                                                       | Martin Scorsese                        | 1990 | 92                 |
| 3                        | Bố già phần II (The Godfather Part II)                                                           | Francis Ford Coppola                   | 1974 | 32                 |
| 4                        | White Heat                                                                                       | Raoul Walsh                            | 1949 | -                  |
| 5                        | Bonnie and Clyde                                                                                 | Arthur Penn                            | 1967 | 42                 |
| 6                        | Scarface: The Shame of the Nation                                                                | Howard Hawks                           | 1932 | -                  |
| 7                        | Pulp Fiction                                                                                     | Quentin Tarantino                      | 1994 | 94                 |
| 8                        | The Public Enemy                                                                                 | William A. Wellman                     | 1931 | -                  |
| 9                        | Little Caesar                                                                                    | Mervyn LeRoy                           | 1931 | -                  |
| 10                       | Scarface                                                                                         | Brian De Palma                         | 1983 | -                  |
| Phim tòa án              |                                                                                                  |                                        |      |                    |
| TT                       | Phim                                                                                             | Đạo diễn                               | Năm  | Thứ hạng AFI's 100 |
| 1                        | Giết con chim nhại (To Kill a Mockingbird)                                                       | Robert Mulligan                        | 1962 | 25                 |
| 2                        | 12 Angry Men                                                                                     | Sidney Lumet                           | 1957 | 87                 |
| 3                        | Kramer vs. Kramer                                                                                | Robert Benton                          | 1979 | -                  |
| 4                        | The Verdict                                                                                      | Sidney Lumet                           | 1982 | -                  |
| 5                        | A Few Good Men                                                                                   | Rob Reiner                             | 1992 | -                  |
| 6                        | Witness for the Prosecution                                                                      | Billy Wilder                           | 1957 | -                  |
| 7                        | Anatomy of a Murder                                                                              | Otto Preminger                         | 1959 | -                  |
| 8                        | In Cold Blood                                                                                    | Richard Brooks                         | 1967 | -                  |
| 9                        | A Cry in the Dark                                                                                | Fred Schepisi                          | 1988 | -                  |
| 10                       | Judgment at Nuremberg                                                                            | Stanley Kramer                         | 1961 | -                  |
| Phim sử thi              |                                                                                                  |                                        |      |                    |
| TT                       | Phim                                                                                             | Đạo diễn                               | Năm  | Thứ hạng AFI's 100 |
| 1                        | Lawrence of Arabia                                                                               | David Lean                             | 1962 | 7                  |
| 2                        | Ben-Hur                                                                                          | William Wyler                          | 1959 | 100                |
| 3                        | Danh sách của Schindler (Schindler's List)                                                       | Steven Spielberg                       | 1993 | 8                  |
| 4                        | Cuốn theo chiều gió (Gone with the Wind)                                                         | Victor Fleming                         | 1939 | 6                  |
| 5                        | Spartacus                                                                                        | Stanley Kubrick                        | 1960 | 81                 |
| 6                        | Titanic                                                                                          | James Cameron                          | 1997 | 83                 |
| 7                        | All Quiet on the Western Front                                                                   | Lewis Milestone                        | 1930 | -                  |
| 8                        | Giải cứu binh nhì Ryan (Saving Private Ryan)                                                     | Steven Spielberg                       | 1998 | 71                 |
| 9                        | Reds                                                                                             | Warren Beatty                          | 1981 | -                  |
| 10                       | Mười điều răn (The Ten Commandments)                                                             | Cecil B. DeMille                       | 1956 | -                  |